# SV Zodiak II
SV Zodiak II – statek wielozadaniowy należący do Urzędu Morskiego w Gdyni. Jednostka znajduje się w strukturach organu od 2020 roku, zastępując wyeksploatowaną jednostkę SV „Zodiak”. Statek wraz z bliźniaczą jednostką SV „Planeta I” wybudowano w stoczni Remontowa Shipbuilding w Gdańsku.

## Historia
Prace nad zastąpieniem wyeksploatowanych jednostek typu B91 (SV „Zodiak” oraz SV „Planeta”) służących w urzędach morskich rozpoczęły się w 2016 roku. Problemy dotyczące pozyskania nowych jednostek doprowadziły do unieważnienia dwóch przetargów na budowę nowych jednostek w 2016 i 2017 roku. W 2018 roku podpisano umowę dotyczącą budowy dwóch nowych jednostek wielozadaniowych z przeznaczeniem dla Urzędu Morskiego w Gdyni oraz w Szczecinie. Kontrakt opiewał na kwotę 240 mln złotych, projekt uzyskał dofinansowanie ze środków Unii Europejskiej w wysokości 80%. Wykonawcą została stocznia Remontowa Shipbuilding. Nowe jednostki otrzymały oznaczenie typu B618. 
Budowę „Zodiaka II” rozpoczęto 20 sierpnia 2018 roku, zaś uroczyste położenie stępki miało miejsce 29 października 2018 roku. Wodowanie odbyło się 26 lipca 2019 roku. 20 sierpnia 2020 roku jednostka została przekazana odbiorcy. 25 września 2020 roku odbył się chrzest oraz uroczyste wprowadzenie „Zodiaka II” do służby w strukturach Urzędu Morskiego w Gdyni. Matką chrzestną statku została Mieczysława Piotrzkowska, małżonka dyrektora Urzędu Morskiego w Gdyni. Statek przeznaczony jest do wystawiania oznakowania nawigacyjnego, holowania statków, prowadzenia prac hydrograficznych, zwalczania zanieczyszczeń na wodach oraz pełnienia funkcji lodołamacza.
W 2020 roku bliźniacze statki zostały wyróżnione nagrodą Baird Maritime w kategorii „Najlepsza robocza jednostka wielozadaniowa 2020 roku na świecie”.

## Konstrukcja
SV „Zodiak II”  to specjalistyczny statek wielozadaniowy o długości całkowitej 60,1 m (między pionami: 53,63 m), szerokości 12,8 metra oraz zanurzeniu 3,5 m. Nośność wynosi 350 ton. W dziobowej części kadłuba ulokowana jest dziobówka, zaś w części rufowej znajduje się żuraw o zasięgu ramienia 17 metrów i udźwigu 10 ton oraz urządzenia do wyciągania i kotwiczenia boi. Dodatkowo „Zodiak II” wyposażono w instalacje do usuwania zanieczyszczeń olejowych, instalacje do gaszenia pożarów na innych jednostkach pływających, hak holowniczy o uciągu 400 kN, łódź hydrograficzną, sondy oraz pojazd do prac podwodnych. Załoga jednostki liczy 21 osób.  
Statek ma napęd spalinowo-elektryczny, składający się z trzech głównych generatorów prądu o mocy 1590 kW każdy przy 1800 obr./min oraz jednego zespołu awaryjnego o mocy 220 kW przy 1800 obr./min. Napędzają one dwa pędniki azymutalne o mocy 1400 kW każdy oraz ster strumieniowy o mocy 850 kW. Pozwala to na osiągnięcie maksymalnej prędkości 13 węzłów. 